# Canal 2 (San Antonio, Chili)
Pour les articles homonymes, voir Canal 2.
Canal 2 est une chaîne de télévision locale chilienne.